# 地板上的Versace
《地板上的Versace》（英語：Versace on the Floor）是美國創作歌手火星人布魯諾演唱的一首歌曲，出自其第三張專輯《24K魔幻》。這首歌曲于2017年6月12日作為專輯的第三支單曲發行至美國的熱門成人當代電台。其原先由大西洋唱片于11月4日作為宣傳單曲發行至數位下載和串流。《地板上的Versace》由火星人布魯諾和長期合作創作人菲力普·勞倫斯、布羅迪·布朗和詹姆斯·方勒洛共同創作，並由Shampoo Press & Curl負責製作。這首時慢時停的單曲描述了布魯諾與女性之間的聯繫，而在互相享受相伴時刻時，他們的Versace禮服放置在地上。2017年6月27日，法國DJ大衛·庫塔發行了歌曲的混音版本。

## 背景
先前歌曲擁有六個版本，布魯諾稱試聽帶為擁有「鳳梨可樂達的氛圍」的「池邊版本」，而包括歌詞例如「fly through a storm on a unicorn ... Make love on a mountain, bathe in a fountain.」（大意：坐在獨角獸上飛越風暴……在山間做愛，在泉間沐浴。）然而，布魯諾與他的團隊重新調整節拍，以便避免流動在歌曲早期版本的池畔氛圍。隨之而來的版本擁有相同的歌詞，但「更史詩般的音樂性歌曲」。布魯諾宣佈其將收錄在專輯當中，但「有些事情」一直困擾著他：「我們都在絲綢中繪製出圖畫，我都在信誓旦旦地向世界保證。然而我并沒有在唱歌。這應該是專輯中最重要的情歌，但我并沒有滲入感情！如果我們十分明顯的放慢速度，就必須唱一些蠢話。」布魯諾和他的團隊重新創作了歌詞和旋律。最後版本聽起來像「大人小孩雙拍檔式主題曲，而當中無法忘記的記憶點達到歌曲最高點」。布魯諾在接受《滾石》訪問時説到他想要重拾小時候愛上節奏藍調的感受。

## 發行與製作
《地板上的Versace》由布鲁诺·马尔斯、菲力普·勞倫斯、克里斯托弗·布羅迪·布朗和詹姆斯·方勒洛共同創作。製作由Shampoo Press & Curl負責。格雷格·菲寧亞斯演奏鍵盤，而布魯諾、方勒洛、勞倫斯負責歌曲的和聲歌手。錄製在加州伯本克的格倫伍德地方工作室完成，并由查爾斯·莫尼茲負責錄製工程，而雅各·丹尼斯負責協助額外工程。歌曲在維吉尼亞海灘的混音星工作室由謝爾班·蓋內亞完成混音，而約翰·漢内斯負責混音工程。湯姆·柯尼在紐約的英鎊之聲完成母帶製作。
《地板上的Versace》先前于2016年11月4日作為《24K魔幻》唯一宣傳單曲發行，並推廣新專輯。歌曲之後成為專輯正式第三支美國單曲，並于2017年6月12日由大西洋唱片發行至美國熱門成人當代電台。一日后，其透過大西洋唱片發行至當代流行電台和節奏當代電台。

## 詞曲
《地板上的Versace》是一首慢節奏藍調歌曲。歌曲以D大調創作，為每分鐘87拍。歌曲以4/4拍寫成，布魯諾演唱時的音域在A3到D5之間，為一個半八度。

## 專業評價
《娛樂周刊》的威爾·羅賓遜將歌曲與《舊情人》作出比較，但認為《地板上的Versace》比《火星點唱機》的歌曲「少些留戀多些浪漫」。MTV新聞的薩莎·格芬覺得歌曲有著「吸引人的順滑」，並「以鍵盤音調注入力量，這應該馬上提供……八年級慢舞的回憶」。
《瀟灑》的部分評論指出《地板上的Versace》的「時滿時停回憶」音樂風格就像受到大人小孩雙拍檔的90年代歌曲，並認為歌詞有關於性。他們稱歌曲的風格為節奏藍調。《紐約時報》的喬恩·卡拉馬尼卡稱這首歌曲為「向80年代節奏藍調中至晚期演變的一拳」，同時「夢幻般的新版敬意，以酷酷的合成器形成布魯諾先生的搖籃」，並說出布魯諾的歌唱提供了溫柔的開始，之後歌曲「稍稍改進原有的風格，他的聲音突然爆發出更強而有力的一面，將甜蜜凝固成飢餓」。《滾石》的喬許·伊爾斯感覺歌曲聽起來像從莎麗娜的《夢見你》以及麥可·傑克森的《鏡中的男人》中吸取靈感。《Vibe》的德西雷·湯普森認為歌曲「充滿誘惑」，而歌曲喚起「80年代懷舊感」，並與傑克森「早期的歌聲」作出比較。《告示牌》的安德魯·翁特貝格爾認為弗雷迪·傑克遜80年代單曲《Rock Me Tonight (For Old Times Sake)》「在布魯諾十分出色的《24K魔幻》最重要的地方中迴響」。《告示牌》的格雷·楚斯特認為單曲是一首「90年代回憶節奏藍調情歌」。

## 音樂錄影帶
《地板上的Versace》的音樂錄影帶于2017年8月13日首播，美國演員、歌手和舞者赞达亚在當中出演。

## 現場演出
布魯諾在2017年告示牌音樂獎演唱《地板上的Versace》。

## 參與名單
| - 錄製：加州伯本克的格倫伍德地方工作室 - 混音：維吉尼亞海灘的混音星工作室 | - 火星人布魯諾 – 主唱、詞曲創作、和聲 - 菲力普·勞倫斯 – 詞曲創作、和聲 - 克里斯托弗·布羅迪·布朗 –詞曲創作 - 詹姆斯·方勒洛 –詞曲創作 - Shampoo Press & Curl –製作 - 格雷格·菲寧亞斯 –鍵盤 - 查爾斯·莫尼茲 –錄製、音訊工程 - 雅各·丹尼斯 –錄製協助 - 謝爾班·蓋內亞 –混音 - 約翰·漢内斯 –混音工程 - 湯姆·柯尼 –母帶製作 - 人員名單來自《24K魔幻》專輯内頁。 |

## 榜单成绩
| 排行榜（2016至17年）                    | 最高 排名 |
| --------------------------------------- | --------- |
| 阿根廷（拉丁监控）                      | 17        |
| 澳大利亚（澳大利亚唱片业协会榜）        | 57        |
| 玻利維亞（拉丁监控）                    | 5         |
| 加拿大（Canadian Hot 100）              | 43        |
| 加拿大（《告示牌》Canada AC）           | 36        |
| 加拿大（《告示牌》Canada CHR）          | 30        |
| 加拿大（《告示牌》Canada Hot AC）       | 25        |
| 哥伦比亚（国际报告）                    | 80        |
| 捷克（電台百強單曲榜）                  | 47        |
| 厄瓜多（国际报告）                      | 73        |
| 法国（法國唱片出版業公會榜）            | 46        |
| 匈牙利（四十强电台榜）                  | 22        |
| 匈牙利（四十強單曲榜）                  | 13        |
| 以色列（媒体森林电台榜）                | 2         |
| 意大利（義大利音樂產業聯盟榜）          | 82        |
| 日本（Japan Hot 100）                   | 64        |
| 新西兰（新西兰唱片音乐协会单曲榜）      | 27        |
| 菲律宾（菲律宾百强单曲榜）              | 3         |
| 葡萄牙（葡萄牙唱片業協會单曲榜）        | 96        |
| 蘇格蘭（官方榜单公司單曲榜）            | 47        |
| 斯洛伐克（電台百強單曲榜）              | 55        |
| 南韩（Gaon国际榜）                      | 18        |
| 西班牙（西班牙音樂製作協會）            | 25        |
| 英國（官方榜单公司單曲榜）              | 59        |
| 美国（《告示牌》百大單曲榜）            | 33        |
| 美國（《告示牌》Adult Pop Airplay）     | 16        |
| 美國（《告示牌》Dance Club Songs）      | 7         |
| 美國（《告示牌》Hot R&B/Hip-Hop Songs） | 15        |
| 美國（《告示牌》Pop Airplay）           | 19        |
| 美國（《告示牌》Rhythmic Songs）        | 14        |

| 排行榜（2017年）                      | 排名 |
| ------------------------------------- | ---- |
| 阿根廷（拉丁監控）                    | 69   |
| 比利時瓦隆尼亞（Ultratop）            | 69   |
| 匈牙利（四十強電台榜）                | 86   |
| 美國（《告示牌》熱門藍調/嘻哈歌曲榜） | 59   |

## 銷量認證
| 地區                                                       | 认证 | 认证单位/销量 |
| ---------------------------------------------------------- | ---- | ------------- |
| 澳大利亚（澳大利亚唱片业协会）                             | 白金 | 70,000‡       |
| 加拿大（加拿大音乐协会）                                   | 金   | 0‡            |
| 法国（法國唱片出版業公會）                                 | 金   | 75,000‡       |
| 意大利（意大利音乐产业联盟）                               | 金   | 25,000‡       |
| 英国（英国唱片业协会）                                     | 銀   | 200,000‡      |
| 美国（美國唱片業協會）                                     | 白金 | 1,000,000‡    |
| *僅含認證的實際銷量 ^僅含認證的出貨量 ‡僅含認證的+實際銷量 |      |               |

## 發行歷史
| 國家 | 日期          | 格式                    | 廠牌   | 參考  |
| ---- | ------------- | ----------------------- | ------ | ----- |
| 美國 | 2016年11月4日 | 數位下載 串流 –宣傳單曲 | 大西洋 | [ 7 ] |
| 美國 | 2017年6月12日 | 熱門成人當代電台        | 大西洋 | [ 1 ] |
| 美國 | 2017年6月13日 | 當代流行電台            | 大西洋 | [ 8 ] |
| 美國 | 2017年6月13日 | 節奏當代                | 大西洋 | [ 9 ] |

## 大衛·庫塔混音版本
2017年6月27日，大衛·庫塔混音的版本在全球發行，同時發送至意大利當代流行電台。2017年7月7日，歌曲發送至英國當代流行電台。歌曲作為專輯的第三支國際單曲。

### 參與名單
錄製
- 大衛·庫塔 – 表演者、製作、程式
- 喬治·圖伊福特 – 製作、程式、鋼琴
- 馬塞爾·斯馳姆史舍默尔 – 貝斯
- 皮爾-勒克·里烏 – 吉他
- 安娜·佩爾斯爾、安娜利克·馬賽、班·馬托、大衛·費伯、迭欧维尔特吉·萬德斯、杜威·瑙塔、弗蘭克·海登、伊恩·钟、朱迪思·德里爾、羅斯·朵琳、馬麗亞·钟、瑪蓮·韋斯特、里喬蒂·恩斯姆波、薩斯基亞·比特斯、索菲耶·波爾、特塞爾歐伊加·波斯 – 弦樂
- 傑羅恩·德理吉克 – 打擊樂
- 保羅·鮑爾 – 錄製
- 博什科 – Talkbox
- Daddy's Groove – 混音、製作母帶

人員名單來自於Tidal。

### 曲目列表
| 數位下載 | 數位下載                                    | 數位下載 |
| 曲序     | 曲目                                        | 时长     |
| -------- | ------------------------------------------- | -------- |
| 1.       | 地板上的Versace（火星人布魯諾vs.大衛·庫塔） | 3:48     |

### 榜單成績
| 排行榜（2017年）                   | 最高 排名 |
| ---------------------------------- | --------- |
| 比利时佛兰德（Ultratip榜外單曲榜） | 5         |
| 比利时瓦隆（Ultratop五十强单曲榜） | 8         |
| 立陶宛（M-1四十強單曲榜）          | 28        |
| 波蘭（波蘭百大電台榜）             | 32        |

### 發行歷史
| 國家   | 日期          | 格式          | 廠牌   | 參考   |
| ------ | ------------- | ------------- | ------ | ------ |
| 全球   | 2017年6月27日 | 數位下載 串流 | 大西洋 | [ a ]  |
| 意大利 | 2017年6月27日 | 當代流行電台  | 華納   | [ 64 ] |
| 英國   | 2017年7月7日  | 當代流行電台  | 大西洋 | [ 65 ] |

## 筆記
1. ↑  2017年6月27日，單曲混音版本在全球發行[63]。

## 外部連結
- YouTube上的《地板上的Versace》正式原聲帶